# Пфуль (дворянский род)
Пфуль (нем. von Pfuel также Pfuhl или Phull) — немецкий дворянский род.
Происходит из Бранденбургской марки и восходит к началу XV в.

## Описание герба
На серебряном (часто также на лазоревом) поле три радуги красно-жёлто-синего цвета. На шлёме с серебряно-лазоревым намётом стоит увенчанная радугой пальма (происходящая от шпиля с кустом петушиных перьев), окружённая тремя золотыми звёздами (одна сверху, две — по бокам).
Девиз гласит: нем. "Muth und Hoffnung" ("Мужество и надежда").

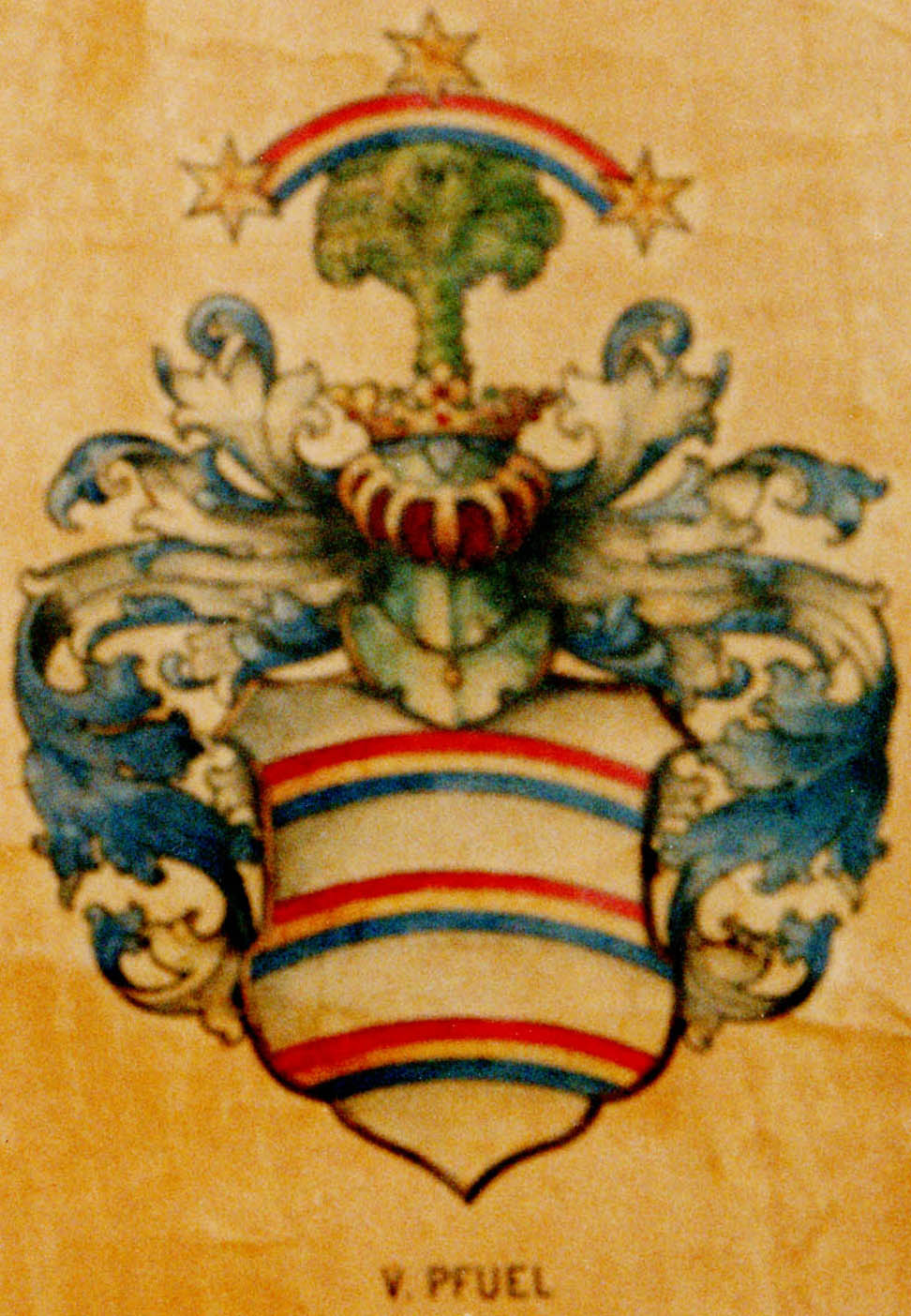
Герб фон Пфулей в серебре
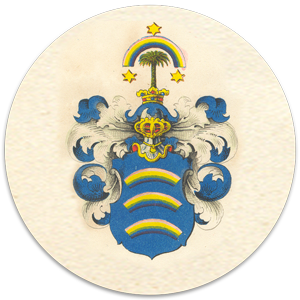
Герб фон Пфулей в лазури
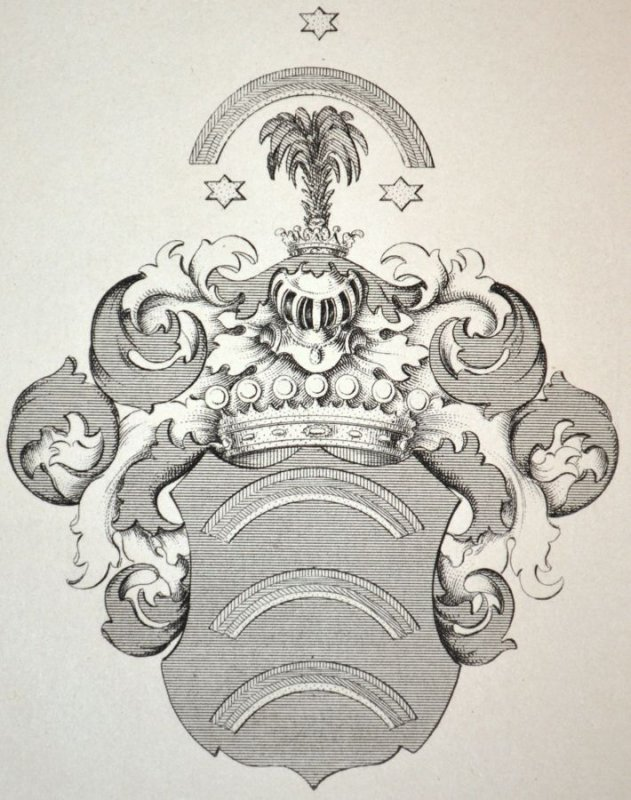
Баронский герб фон Пфулей
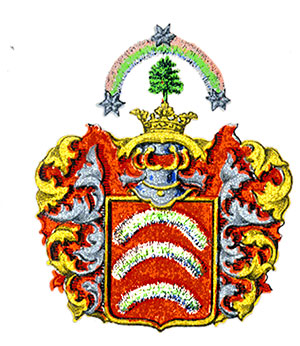
Герб угасшей в 1760 году шведской линии фон Пфулей
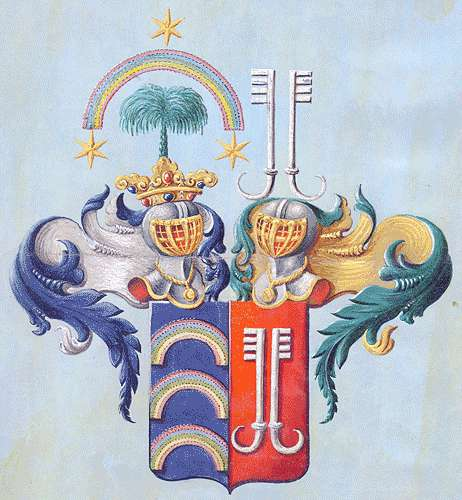
Герб угасших в 1918 году баронов фон Пфуль-Риппур
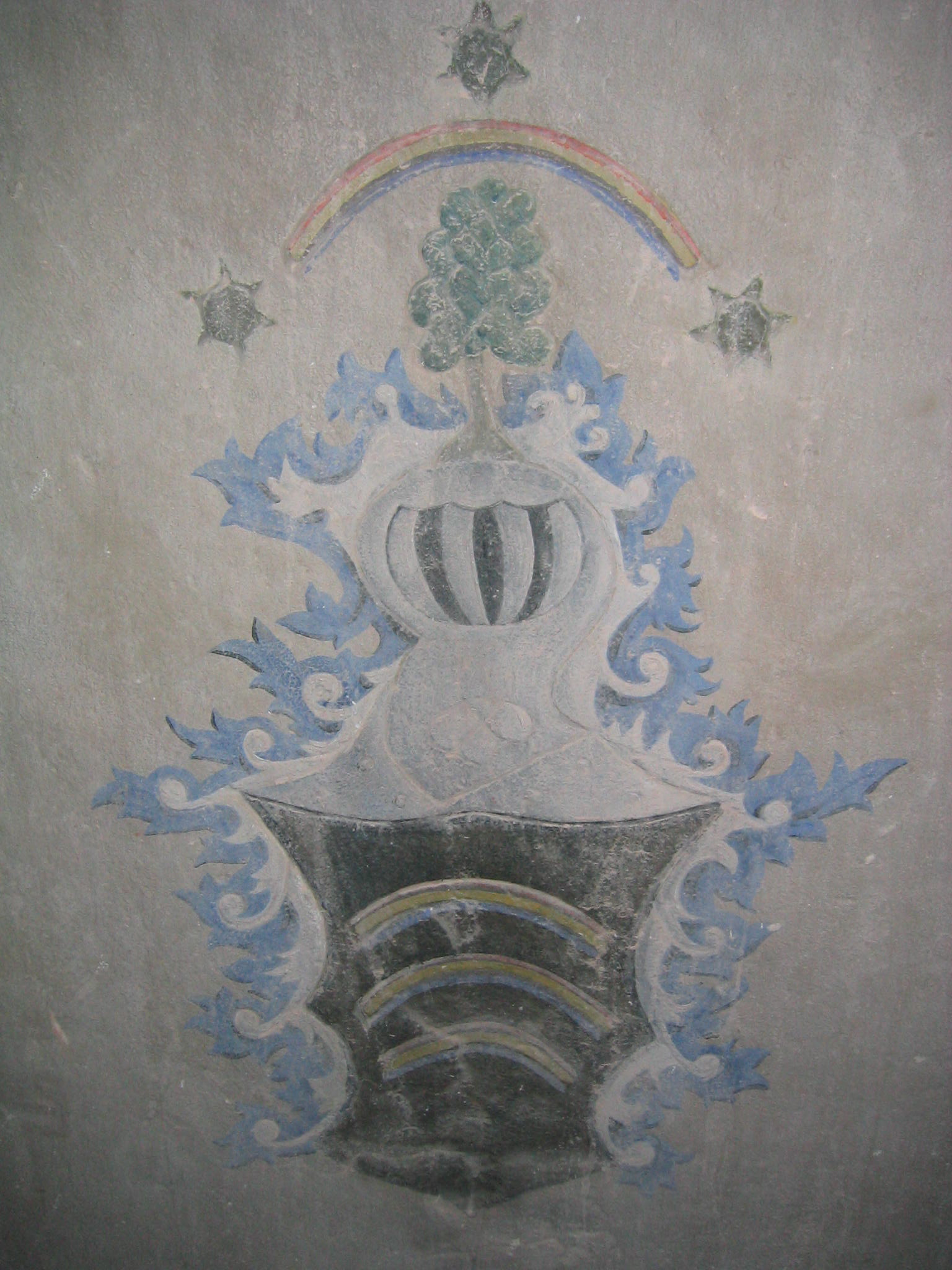
Герб фон Пфулей на песчаниковой эпитафии 1593 года в Янсфельде
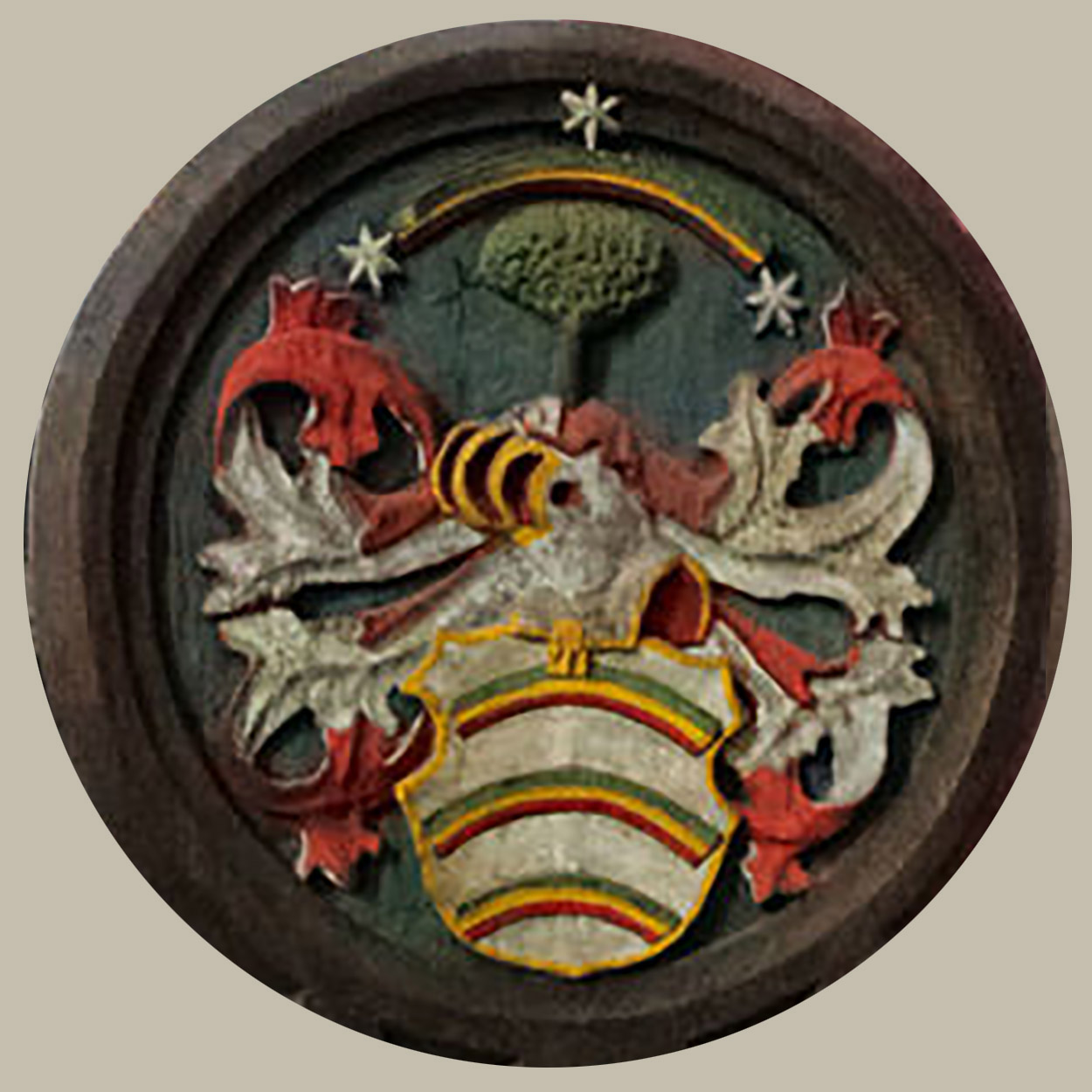
Герб фон Пфулей 1593 года на хорах собора Петра и Павла Бранденбурга-на-Хафеле
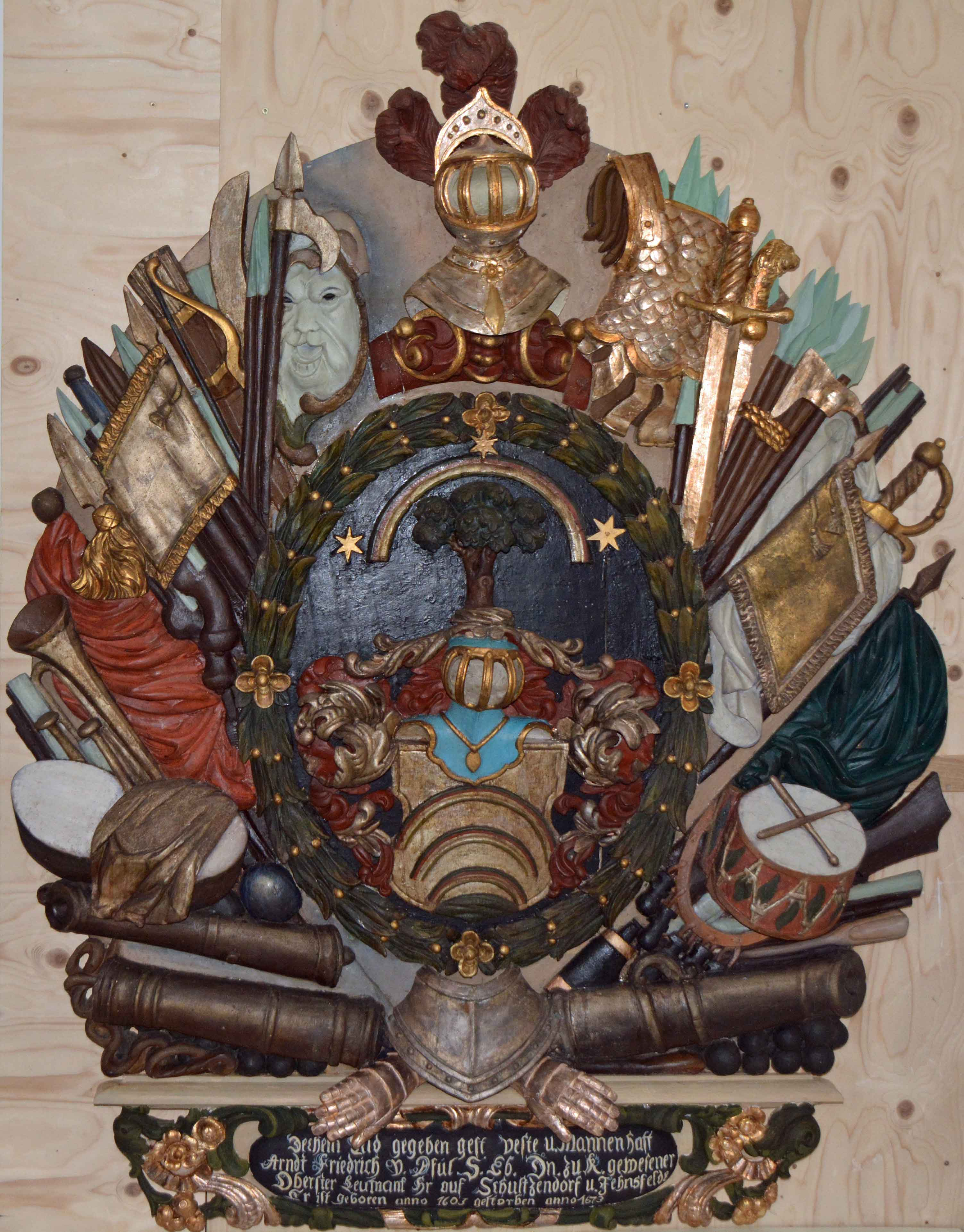
Эпитафия 1673 года подполковнику Арндту Фридриху фон Пфуль в Шульцендорфе

## История

### Происхождение
Фон Пфуль — древний дворянский род Бранденбургской марки. Согласно Андреасу Ангелусу они прибыли туда в 926 году при покорении вендов.
Согласно Бернарду Латомусу в Бранденбург Пфули пришли с Генрихом I в первой фазе немецкого расселения на восток и принимали участие в походе 928/29 года против славян. 
В 1150 году Пфули обосновались также в Мекленбурге близ Висмара. В 1229 году упоминается некий Берент (нем. Berent), в 1247 году — Аббен фон Пфуль (нем. Abben von Pfüle) "похвально зарекомендовавший себя" Иоганну I, а в 1260 году — Хильдебрандт фон Пфуль (Hildbrandt von Pfuel) в качестве бургомистра Висмара.
Вероятно, изначально происходят из Швабенгау в нынешней Саксонии-Ангальт, где они южнее Бернбурга, кажется, держали один замок в лён, и упоминаются как верные мужи в свите ранних Асканиев. Между деревнями Грёна и Кустрена лежит Пфульский кустарник (нем. Pfuhlsche Busch), который, должно быть, получил своё название от Пфулей. На берегу Заале до наших дней сохранились руины в последний раз упомянутого в 1372 году и с тех пор опустевшего их старого замка, который народная молва называла разбойничьим замком. В Преданиях города Галле и района Заале Зигмара фон Шульце-Галлера роду Пфуль посвящено три предания: Сеньор фон Пфуль и призрачная монахиня из Санкт-Блазина (нем. Der Herr von Pfuhle und die spukende Nonne von Sankt Blasien), Разрушение разбойничьего замка Пфуль (нем. Die Zerstörung der Raubburg Pfuhl), Рыцарь фон Пфуль на озере Блезер (нем. Der Ritter von Pfuhl am Bläsersee).

## Представители
- Карл Людвиг Вильгельм Август фон Пфуль (1723—1793) — вюртембергский генерал-лейтенант и швабский комендант
  - Пфуль, Карл Людвиг Август Фридрих (1757—1826) — прусский генерал, принятый на русскую службу. Его потомство внесено в родословные книги дворян Царства Польского.
- Эрнст фон Пфуль — прусский военный министр и министр-президент в 1848 году.